# Алтин (област)
Алтин је средњовековна жупа и историјска област која је захватала предео око Јуника, па на запад око горњег и средњег тока реке Валбоне. Са северне стране простирала се у подножју планина Богићевице и Трескавице, а на југ до вододелница мањих притока реке Бели Дрим. Администартивно овај простор захвата део општине Дечани на Косову и Метохији (Србија) и општине Тропоја у Албанији. Средиште жупе је било насеље Требопоље (данашња Тропоја) које је имало 67 кућа и 147 мушких глава. Жупа је у 14. веку имала 12 српских и једно албанско село.